# Петито, Жан
Жан Петито́, прозванный Старшим (фр. Jean Petitot l'Ancien; 12 июля 1607, Женева — 3 апреля 1691, Веве) — швейцарский и французский ювелир, живописец, мастер портретной миниатюры на эмали эпохи «большого стиля» Людовика XIV. За своё мастерство получил прозвание «Рафаэль миниатюрной живописи» (фр. le Raphaël de la peinture en émail). Один из старших представителей семьи потомственных художников-миниатюристов. Отец миниатюриста Жан-Луи Петито.

## Семья художников Петито
Жан Петито был сыном Фоля Петито (Faule Petitot, ок. 1572—1629), архитектора, скульптора и мастера-краснодеревщика. Фоль Петито некоторое время учился и работал в Италии, затем в Швейцарии, в Женеве. Сын Жана Старшего — Жан Петито Младший, или Жан-Луи Петито (1633—1702), был четвёртым сыном в семье и также стал живописцем-миниатюристом, работал в Париже и Лондоне. Художниками были братья Жана Старшего — Жозеф (1602—1665), Исаак (1604—1673), и другие члены семьи. Члены другой семьи скульпторов Петито являются однофамильцами.

## Биография Жана Петито
Жан Петито Старший начинал своё обучение в ювелирной мастерской своего дяди Жана Руаме. Затем учился у ювелира и эмальера Пьера Бордье, но тот распознал в ученике способности к живописи. Учитель и ученик разделили задачи по написанию миниатюрных портретов: Петито писал головы и руки, а Бордье оставил за собой волосы, драпировки и фон.
С намерением совершенствовать своё искусство Бордье и Петито отправились в Италию, откуда после нескольких лет в 1635 году перебрались в Англию. В Лондоне они нашли своего соотечественника, химика Теодора Тюрке де Майерна, который помог им своими советами разработать новые составы эмалевых красок. Английский король Карл I, благосклонно относившийся к искусству, посвятил Петито в рыцари и предоставил ему квартиру в Уайтхолле.
Успехам начинающего художника содействовал Антонис Ван Дейк, с оригиналов которого Петито выполнил несколько миниатюрных эмалевых портретов, включая портреты графини Соутгемптон (Rachel de Massue, 1603—1640; был выполнен в 1642 году и хранился в Чатсуорт-хаусе) и герцога Бэкингема.
Когда в Англии вспыхнула гражданская война, Петито переехал в Париж, где достиг ещё большей славы. Людовик XIV даровал Петито титул художника короля (peintre du roi) и разместил его мастeрскую в галереях Лувра. За тридцать шесть лет жизни во Франции Петито выполнил немалое количество произведений. В Лувре хранится коллекция из пятидесяти шести портретов его работы. Петито также получил от короля ответственное поручение копировать в миниатюрах картины первых живописцев королевства Миньяра и Лебрена.
После брака, заключенного Петито в 1651 году с Маргаритой Купер, в результате которого он стал зятем Бордье, два художника прекратили сотрудничество. Потеряв первую жену, Петито повторно женился на Магдaлине Бордье, племяннице своего друга и дочери Жака Бордье, с 1664 года посланника Женевской республики в Париже. Две женщины подарили художнику семнадцать детей. В 1684 году, когда его тесть умер, Петито сменил его в этой должности, не отказываясь при этом от титула живописца короля. После отмены Нантского эдикта он просил разрешения удалиться в Швейцарию, но ему было отказано, поскольку Людовик XIV считал важным продолжение его работы во Франции.
Однако Петито вместо того, чтобы принять католичество, настаивал на отъезде в Швейцарию, был арестован и заключен в тюрьму в Фор-л’Эвеке, куда к нему безуспешно отправили самого Боссюэ, чтобы попытаться убедить его отречься от кальвинизма. Чтобы преодолеть упрямство, его заперли в монастыре, где держали без связи с внешним миром. 31 мая 1686 года его жена написала петицию в Женеву. Но «еретик» постепенно «обращался»; поэтому монарх проявил «снисходительность» к своему старому слуге и, наконец, позволил Петито покинуть монастырь, но у него, как только он вновь обрёл свободу, была только одна мысль: бежать из этой страны. Жану Петито удалось вернуться на родину с частью своей семьи в 1687 году. Петито с энтузиазмом возобновил работу. Считатеся что портреты короля и королевы Польши, который он затем сделал, сравним тем, что он делал лучше всего. Жан Петито работал над портретом своей жены, когда 3 апреля 1691 года приступ апоплексии заставил его удалиться в Веве. Ни один из его многочисленных детей не достиг такой же известности.
Оригиналами для миниатюр Петито служили портреты работы Хонтхорста, Миньяра, Нантёйля, Шампеня и других. Большое собрание его произведений находится в Лувре в Париже, в Музее Виктории и Альберта в Лондоне, в Музее Конде в замке Шантийи и Виндзоре.

## Галерея

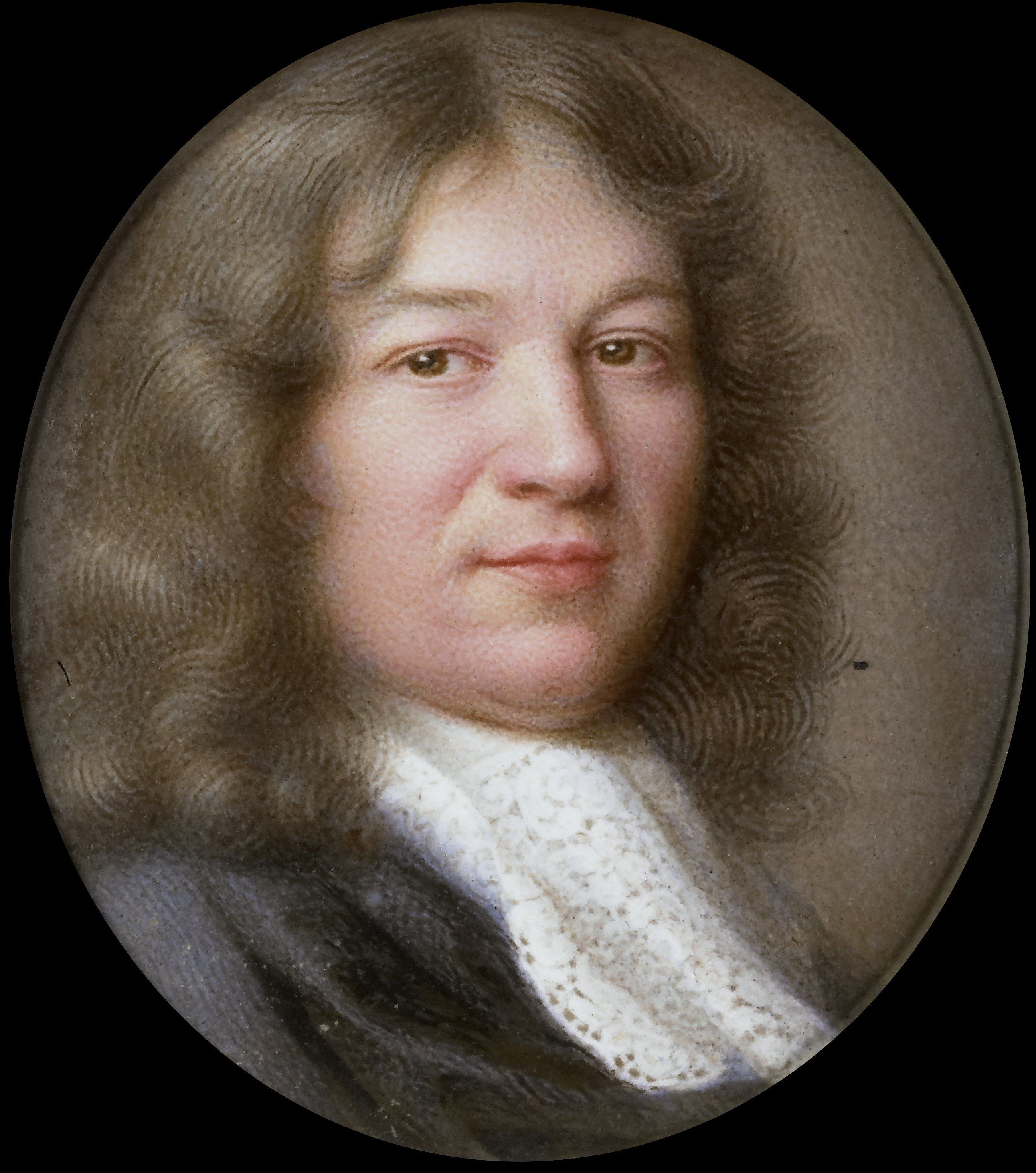
Мужской портрет. Между 1620 и 1691. Золото, эмаль. Рейкмюсеум, Амстердам
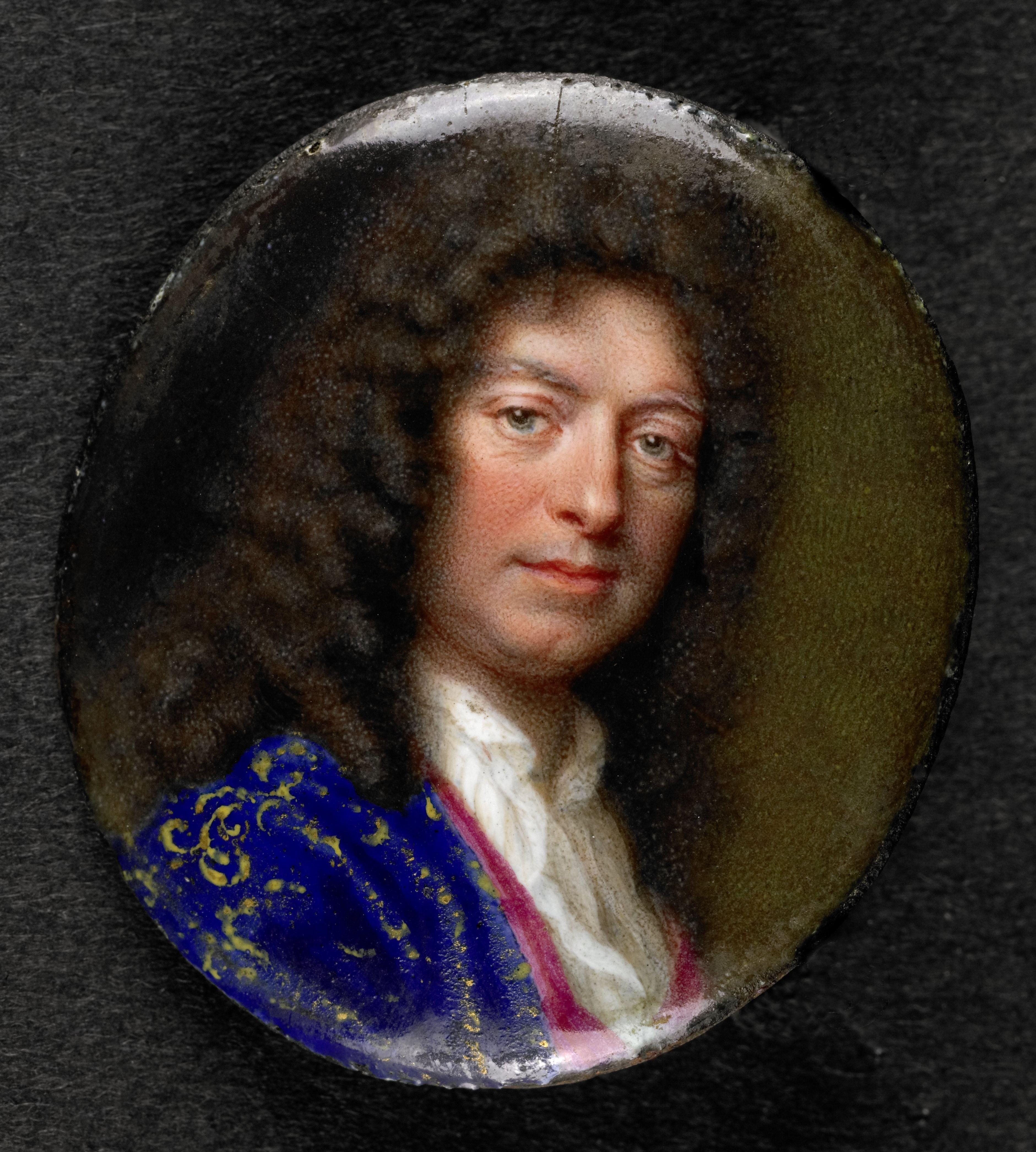
Мужской портрет. Между 1620 и 1691. Медь, эмаль. Рейкмюсеум, Амстердам
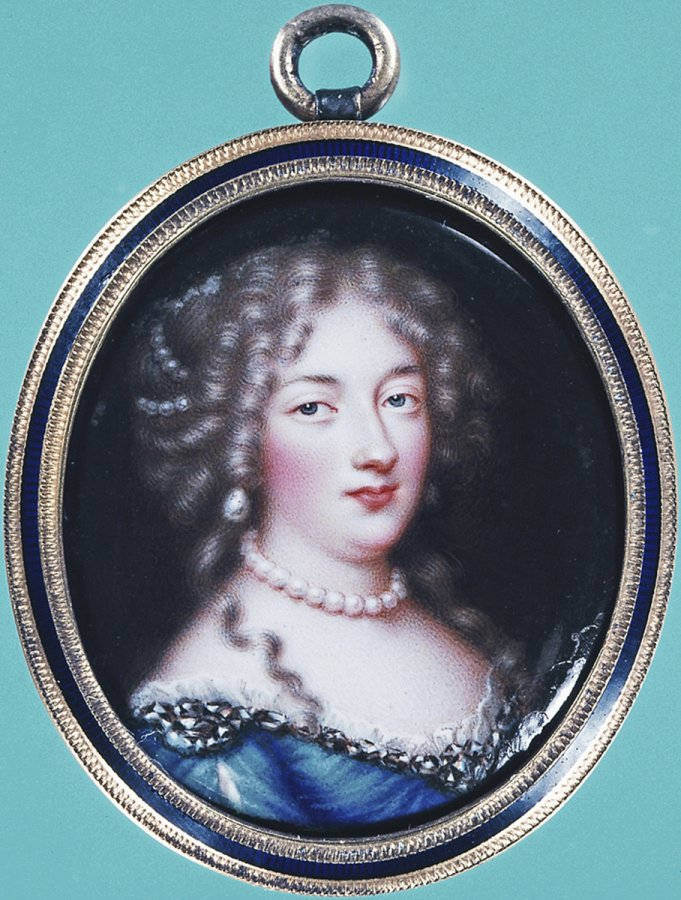
Портрет Луизы де Ла Бом Ле Блан, герцогини Ла Вальер. Медь, эмаль. Музей искусства и истории, Женева
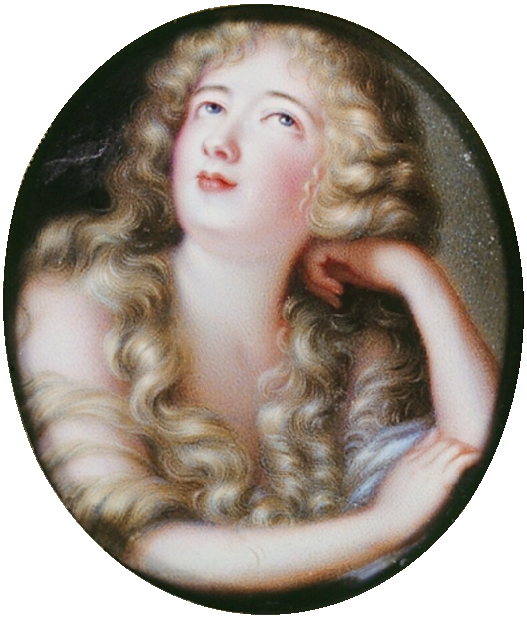
Портрет Луизы де Ла Бом Ле Блан в образе кающейся Марии Магдалины. Медь, эмаль. Музей искусства и истории, Женева
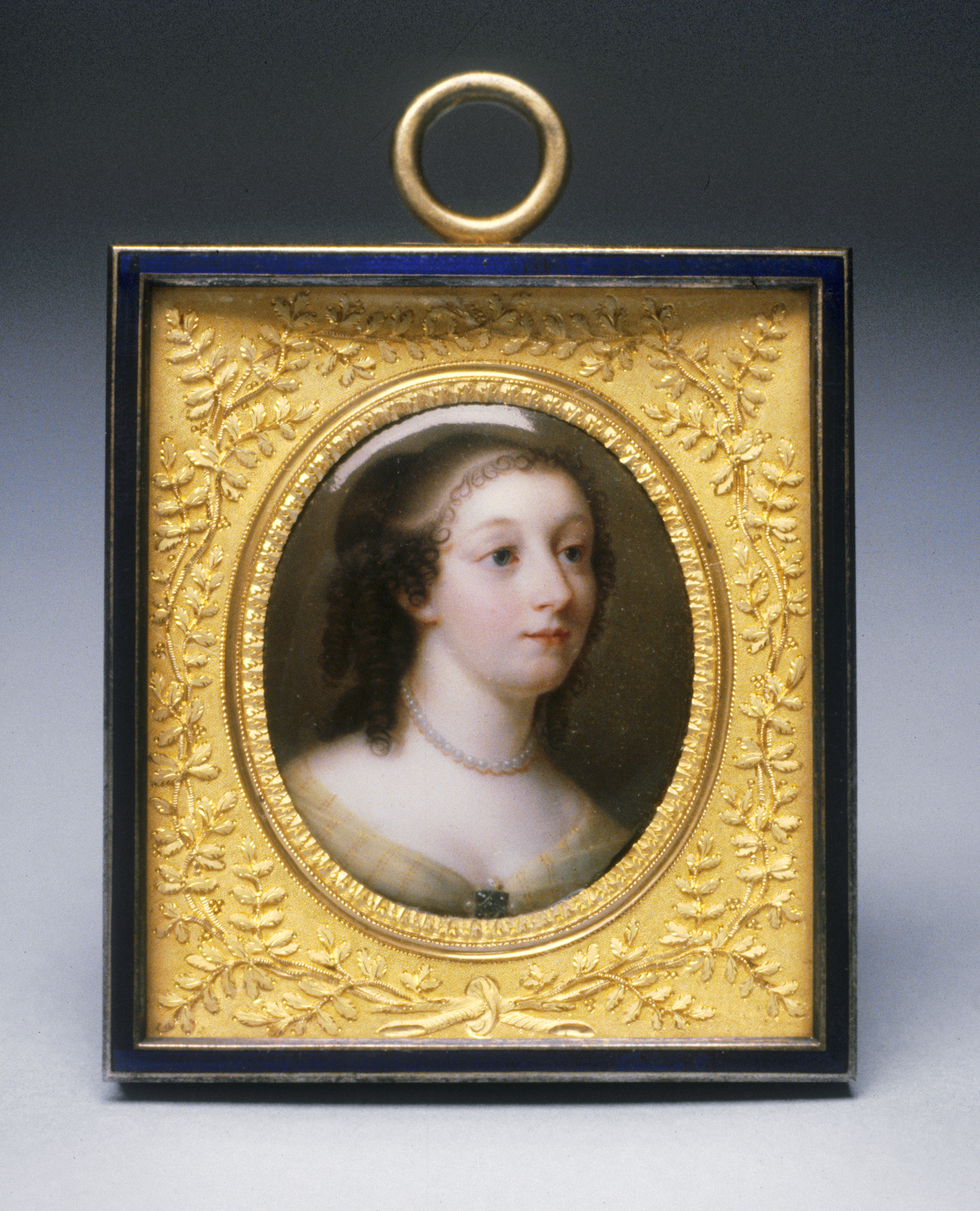
Портрет неизвестной. Ок. 1650. Золото, эмаль. Художественный музей Уолтерса, Балтимор, США
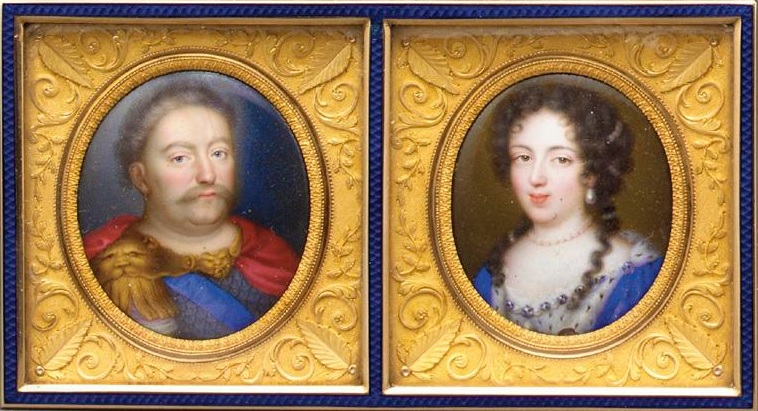
Парный портрет Яна (III) Собеского, короля Польши, и королевы Марии Казимиры. Ок. 1670. Частное собрание
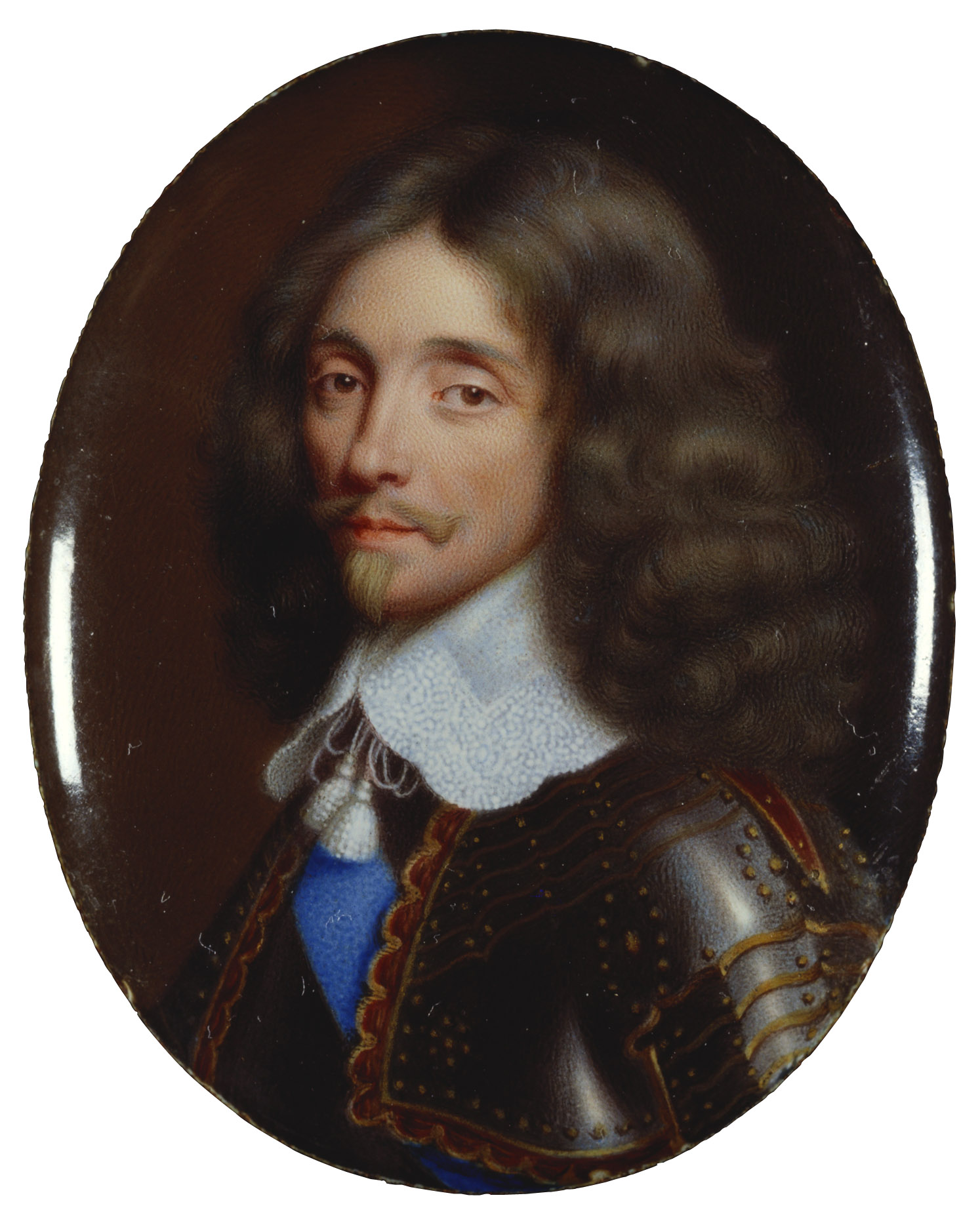
Арман Шарль де ла Порт, герцог Мейлерей. Между 1648 и 1664. Медь, эмаль. Королевская коллекция, Великобритания